# Faiditus alticeps
Faiditus alticeps là một loài nhện trong họ Theridiidae.
Loài này thuộc chi Faiditus. Faiditus alticeps được Eugen von Keyserling miêu tả năm 1891.